# Gojty
Gojty (ros. Гойты) – miejscowość w Czeczenii, w Rosji. Według danych szacunkowych na roku 2010 liczy 16 177 mieszkańców.